# Миноритарный акционер
Минорита́рный акционе́р (миноритарий) — акционер компании (физическое или юридическое лицо), размер пакета акций которого не позволяет ему напрямую участвовать в управлении компанией (например, путём формирования совета директоров). Такой пакет акций называется «неконтролирующим».

## Защита прав миноритарных акционеров
Поскольку миноритарий не участвует в корпоративном управлении, ему сложно напрямую противодействовать акционерам, владеющим контрольным пакетом акций, если те решат каким-либо образом уменьшить ценность акций миноритария (например, путём вывода активов в другую компанию, в которой у миноритария нет доли, или дополнительной эмиссией акций). Поэтому законодательства большинства стран предусматривают специальные права для миноритариев.

### В России
Российское законодательство включает следующие меры для защиты миноритариев:
- три четверти голосов участников собрания акционеров требуются для некоторых корпоративных решений (и закон позволяет для некоторых из них устанавливать более высокий порог в уставе):
  - изменение устава, реорганизация или ликвидация общества, определение количества и стоимости акций в выпуске, приобретение обществом собственных размещённых акций (подп. 1-3, 5, 17 п. 1 ст. 48 закона РФ «Об акционерных обществах»)
  - одобрение крупной сделки с имуществом, стоимость которого составляет более 50 процентов балансовой стоимости активов общества (там же, п. 3 ст. 79)
  - уменьшение уставного капитала общества за счёт уменьшения номинальной стоимости акций;

- кумулятивное голосование при выборе членов совета директоров (там же, п. 4 ст. 66) даёт возможность акционеру, владеющему, например, 15 % акций, выбрать 15 % членов совета директоров;

- в случае приобретения более 30 % (а затем 50 %, 75 % и 95 %) акций, приобретатель обязан предложить остальным акционерам выкупить их акции по цене не ниже расчётной (там же, п.п. 1, 4 ст. 84.2, 84.7);

- акционер, владеющий не менее 1 % акций, может подать иск от имени общества к руководству общества, которое причинило своими действиями или бездействием убытки обществу (там же, абз. 1 п. 5 ст. 71);

- акционер, владеющий не менее 25 % акций, имеет право на доступ к документам бухгалтерского учёта и протоколам заседаний правления (там же, п. 1 ст. 91).

## Принудительный выкуп акций
Законодательства многих стран предусматривают возможность принудительного выкупа крупным акционером (или группой акционеров) оставшихся у миноритариев акций, после того, как этот акционер (или группа) скупит почти все акции (например: в России — 95 % акций).

## Корпоративный шантаж
Поскольку объём прав, предоставленных законодательством миноритарию с небольшой долей в компании (зачастую всего 1 %) довольно велик, миноритарии могут заниматься так называемым «корпоративным шантажом» («гринмейл») — требованиями выкупа своих акций за повышенную цену, угрожая в противном случае парализовать работу компании судебными исками с требованием осуществления своих прав.